# 칼리 우치스
칼리 우치스(Kali Uchis, 1993년 7월 17일 ~ )는 콜롬비아계 미국의 싱어송라이터이다.

## 생애
콜롬비아에서 태어나 12살 때 미국 버지니아주 북부로 왔다. 어릴 때부터 음악에 관심이 있었고 10대 때는 색소폰과 피아노를 연주했다. 고등학교 시절에는 노래와 비디오를 만들었다. 2012년, 네번째 믹스테잎 Drunken Babble를 내놓았다. 칼리 혼자 손수 제작했고, 브랜튼 우즈와 6·70년대 소울 음악들의 빈티지한 사운드를 재해석한 기존과 다른 파격적인 테이프라고 소개했다.
2014년 스눕 독, 디플로와 콜라보레이션 작업을 했다. 2015년 2월 첫번째 스튜디오 앨범 Por Vida를 무료로 발매했다. 타일러 더 크리에이터, 케이트라나다, 디플로 등 여러 아티스트와 함께 작업했다.

## 음반 목록

### 정규 앨범
- Isolation (2018)

### EP
- Por Vida (2015)

### 믹스테잎
- Drunken Babble (2012)